# 弗里尼亚诺
弗里尼亚诺（義大利語：Frignano），是意大利卡塞塔省的一个市镇。总面积9平方公里，人口8588人，人口密度954.2人/平方公里（2009年）。ISTAT代码为061037。